# Maurice Prost
Pour les articles homonymes, voir Prost.
Maurice Prost, né le 13 mars 1894 à Paris  (4e arrondissement) où il est mort dans le 14e arrondissement le 3 juillet 1967, est un sculpteur animalier français.

## Biographie
Domicilié 41 rue Saint-Merri à Paris, Maurice Prost est mobilisé pendant la Première Guerre mondiale au 147e régiment d'infanterie. Blessé par balle le 17 décembre 1914 à Vienne-le-Château, il doit être amputé du bras gauche.
Il est domicilié au no 20 rue de la Montagne-Sainte-Geneviève à Paris.
En 1937, il réalise deux Pégase , de 4 mètres de hauteur , pour la passerelle de l Alma de l’Exposition universelle de 1937. Pour cela, il installe son atelier au no 83 rue de la Tombe-Issoire (Paris).
Il est le frère cadet du peintre  et lithographe Gaston Prost (1881-1967).

## Œuvre
- Les Sangliers, pierre, Brunoy, musée Robert-Dubois-Corneau (les sculptures encadraient l’obélisque de Brunoy)[4].

## Distinctions
- Médaille militaire (1916)
- Croix de guerre 1914-1918, palme de bronze (1916)
- Officier de la Légion d'honneur (1956)

Maurice Prost est nommé chevalier de l'ordre national de la Légion d'honneur par décret du 10 février 1933 et promu officier, du même ordre, par décret du 28 janvier 1956. Il est titulaire de la médaille militaire par décret du 16 juin 1916 et de la croix de guerre 1914-1918. Il est également titulaire de la médaille vermeil de la Société académique Arts-Sciences-Lettres.